# Bob Taylor
Ne doit pas être confondu avec Bob Taylor (footballeur anglais).
Bob Taylor est un luthier américain.

## Biographie
Bob Taylor construit sa première guitare, une guitare classique à douze cordes au début de ses études dans l'enseignement secondaire. Il en construit deux autres dans ses années lycée. Il obtient son baccalauréat en septembre 1973 et commence à travailler chez American Dream Guitars, une enseigne située à San Diego en Californie. 
Quelques années plus tard, Bob Taylor rachète avec Kurt Listug et Steve Schemmer l'entreprise au propriétaire de l'époque, Sam Radding. Ils nomment dans un premier temps cette boutique Westland Music Company, qui deviendra par la suite Taylor Guitars. 
Les guitares Taylor sont très populaires dans le milieu des musiciens professionnels. Elles sont utilisées entre autres par Neil Young, Doyle Dykes, Leo Kottke, Jason Mraz, Prince, Dave Matthews, Matthew Bellamy et Taylor Swift. 